# Хејки Ковалајнен
Хејки Ковалајнен (фин. Heikki Kovalainen; Суомусалми, 19. октобар 1981), фински је аутомобилиста који је возио у формули 1 у периоду од 2007. до 2013, остваривши једну победу.

## Биографија
Хејки је рођен 19. октобра 1981. године у области Суомусалми у Финској.
Рано у својој трчакој каријери добио је спонзорство фирме Рено. Почео је, као и већина возача формуле 1, учешћем у картинг тркама. Прве значајне успехе остварио је у Формули А, када је постао шампион у нордијском Формула А шампионату.

## Формула 1
Године 2004. Хејки је почео да вози као тест-возач за тим Рено. На том месту је провео три сезоне.
Када је Алонсо крајем 2006. године потписао за Макларен, Хејки је добио своју шансу и постао возач свог тима. Свој деби је имао на Великој награди Аустралије 2007. године. Свој први подијум остварио је на ВН Јапана када је освојио друго место, иза Хамилтона. Сезону је завршио као седми са 30 поена.
У 2008. години Хејки је прешао да вози за Макларен, али то није много утицало на његове резултате. На ВН Мађарске је успео да оствари своју прву гран при победу, али је сезону завршио поново као седми.

## Преглед каријере
| сезона | тим      | колега            | трка | кругова       | пол п.        | подијума      | победа        | бодова        | пласман       |
| ------ | -------- | ----------------- | ---- | ------------- | ------------- | ------------- | ------------- | ------------- | ------------- |
| 2007.  | Рено     | Ђанкарло Физикела | 17   | 0             | 0             | 1             | 0             | 30            | 7.            |
| 2008.  | Макларен | Луис Хамилтон     | 18   | 2             | 1             | 3             | 1             | 53            | 7.            |
| 2009.  | Макларен | Луис Хамилтон     | 17   | сезона у току | сезона у току | сезона у току | сезона у току | сезона у току | сезона у току |